# 이스라엘의 군주

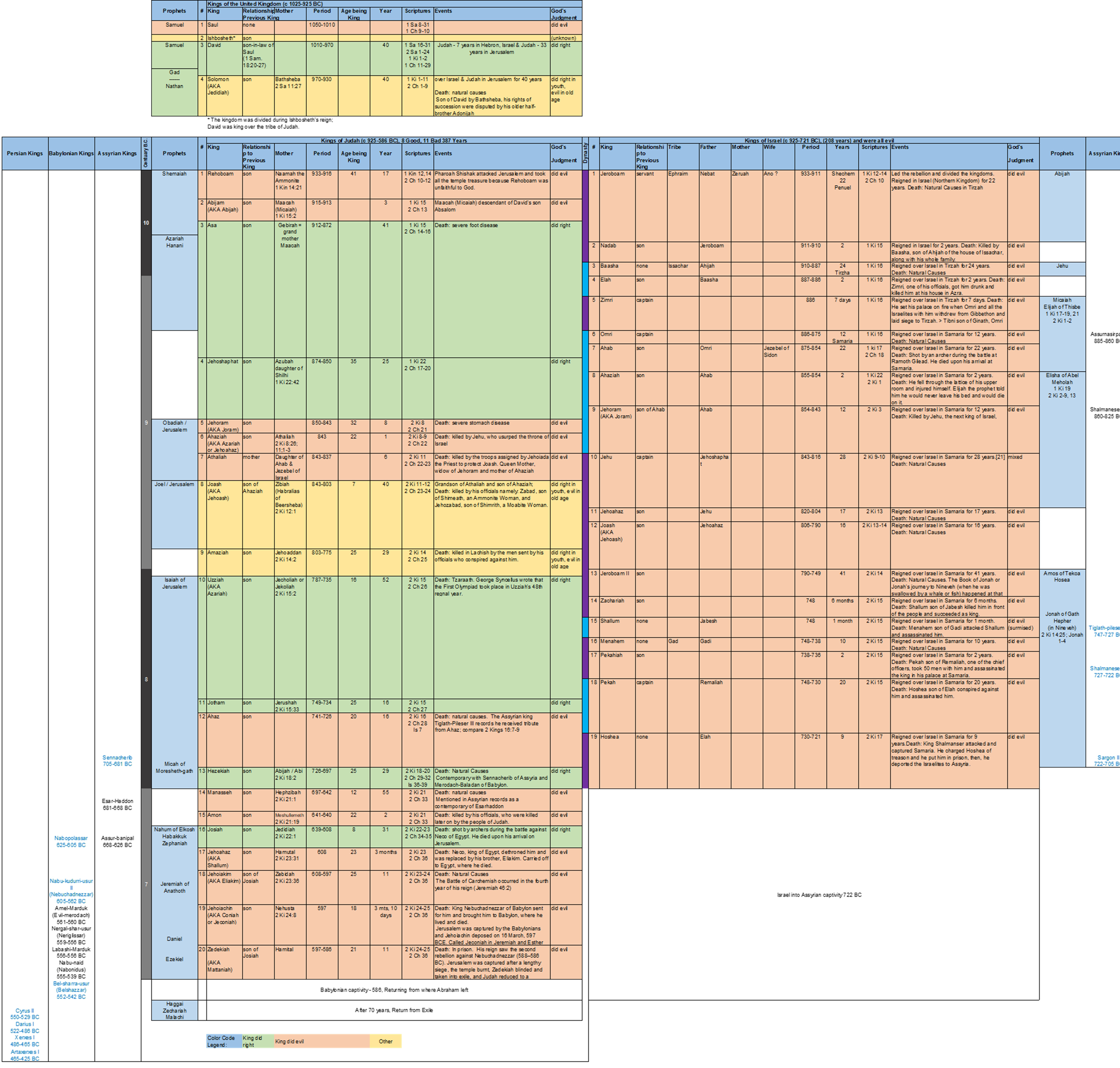

다음은 고대 이스라엘에 존재했던 군주들의 목록이다.

## 이스라엘 국왕
| 왕 이름   | 통치 기간 | 통치 기간                       | 관련 성경구절             |
| 사울 왕조 | 사울 왕조 | 사울 왕조                       | 사울 왕조                 |
| --------- | --------- | ------------------------------- | ------------------------- |
| 사울      | 20년 40년 | 기원전 1030년경~기원전 1010년경 | 사무엘상 11:15            |
| 이스보셋  | 7.5년     | 기원전 1010~1008년              | 사무엘하 2                |
| 다윗 왕조 |           |                                 |                           |
| 다윗      | 40년      | 기원전 1010년경~기원전 970년경  | 사무엘하5:1; 역대상11:1   |
| 솔로몬    | 40년      | 기원전 970년경~기원전 931년경   | 열왕기상2:12; 역대상29:28 |

## 북이스라엘 국왕
| #  | 왕조          | 임금         | 통치 기간 | 통치 기간              | 성경 구약 참고 |
| -- | ------------- | ------------ | --------- | ---------------------- | -------------- |
| 1  | 여로보암 왕조 | 여로보암 1세 | 22년      | 기원전 931년경-909년경 | 열왕기상 12:20 |
| 2  | 여로보암 왕조 | 나답         | 2년       | 기원전 909년경-908년경 | 열왕기상 15:25 |
| 3  | 바아사 왕조   | 바아사       | 24년      | 기원전 908년경-885년경 | 열왕기상 15:33 |
| 4  | 바아사 왕조   | 엘라         | 2년       | 기원전 885년경-884년경 | 열왕기상 16:8  |
| 5  | 지므리 왕조   | 지므리       | 7일       | 기원전 884년경-884년경 | 열왕기상 16:15 |
| 6  | 오므리 왕조   | 오므리       | 12년      | 기원전 884년경-873년경 | 열왕기상 16:21 |
| 7  | 오므리 왕조   | 아합         | 22년      | 기원전 873년경-852년경 | 열왕기상 16:29 |
| 8  | 오므리 왕조   | 아하지야     | 2년       | 기원전 852년경-851년경 | 열왕기상 22:51 |
| 9  | 오므리 왕조   | 요람         | 12년      | 기원전 851년경-842년경 | 열왕기하 1:17  |
| 10 | 예후 왕조     | 예후         | 28년      | 기원전 842년경-815년경 | 열왕기하 9:6   |
| 11 | 예후 왕조     | 여호아하즈   | 17년      | 기원전 819년경-804년경 | 열왕기하 13:1  |
| 12 | 예후 왕조     | 여호아스     | 16년      | 기원전 805년경-790년경 | 열왕기하 13:10 |
| 13 | 예후 왕조     | 여로보암 2세 | 41년      | 기원전 790년경-750년경 | 열왕기하 14:23 |
| 14 | 예후 왕조     | 즈가리야     | 6달       | 기원전 750년경-749년경 | 열왕기하 15:8  |
| 15 | 살룸 왕조     | 살룸         | 1달       | 기원전 749년경-749년경 | 열왕기하 15:13 |
| 16 | 므나헴 왕조   | 므나헴       | 10년      | 기원전 749년경-738년경 | 열왕기하 15:17 |
| 17 | 므나헴 왕조   | 브가히야     | 2년       | 기원전 738년경-736년경 | 열왕기하 15:23 |
| 18 | 베가 왕조     | 베가         | 20년      | 기원전 736년경-732년경 | 열왕기하 15:27 |
| 19 | 호세아 왕조   | 호세아       | 9년       | 기원전 732년경-722년경 | 열왕기하 17:1  |

## 유다 국왕
| 이름 | 올브라이트 | 틸레    | 가릴     | 키친       | 특이사항 |
| --- | ---------- | ------- | -------- | ---------- | --- |
| 다윗 왕조 |            |         |          |            | |
| 다윗 헤브론에서 7년간 유다를 다스렸으며, 예루살렘에서 33년간 온 이스라엘과 유다를 다스려 모두 40년간 통치함. | 1000–962   |         | 1010–970 | 1010–970   | 죽음: 자연사 |
| 솔로몬 예루살렘에서 40년간 온 이스라엘과 유다를 다스림.                                                      | 962–932    |         | 970–931  | 971–931    | 죽음: 자연사 다윗과 밧세바의 아들, 왕위 승계 당시에 이복 형 아도니야와 갈등. |
| 르하브암 17년간 재위.                                                                                        | 932–915    | 931–913 | 931–914  | 931–915    | 죽음: 자연사 |
| 아비얌 3년간 재위.                                                                                           | 915–913    | 913–911 | 914–911  | 915–912    | 죽음: 자연사 |
| 아사 41년간 재위.                                                                                            | 913–873    | 911–870 | 911–870  | 912–871    | 죽음: 심각한 발 병 |
| 예호샤팟 25년간 재위.                                                                                        | 873–849    | 870–848 | 870–845  | 871–849    | 죽음: 자연사 |
| 예호람 8년간 재위.                                                                                           | 849–842    | 848–841 | 851–843  | 849–842    | 죽음: 심각한 내장 질환. |
| 아하즈야 1년간 재위.                                                                                         | 842–842    | 841–841 | 843–842  | 842–841    | 죽음: 왕권 탈취를 위해 반란을 일으킨 예후에게 살해됨. |
| 아탈야 (여왕) 6년간 재위.                                                                                    | 842–837    | 841–835 | 842–835  | 841–835    | 죽음: 요아스를 보호하던 제사장 여호야다의 군대에게 살해됨. 여호람의 남편이자 아햐시야의 어머니. |
| 요아스 40년간 재위.                                                                                          | 837–800    | 835–796 | 842–802  | 841–796    | 죽음: 암몬 여자인 시므앗의 아들 자밧과, 모압 여자 시므릿의 아들 여호자밧이 일으킨 반란으로 죽음. |
| 아마츠야 29년간 재위.                                                                                        | 800–783    | 796–767 | 805–776  | 796–776    | 죽음: 라키스에서 모반을 일으킨 신복들에게서 죽음을 맞이함. |
| 아자르야 52년간 재위.                                                                                        | 783–742    | 767–740 | 788–736  | 776–736    | 죽음: 나병 |
| 요탐 16년간 재위.                                                                                            | 742–735    | 740–732 | 758–742  | 750–735/30 | 죽음: 자연사 |
| 아하즈 16년간 재위.                                                                                          | 735–715    | 732–716 | 742–726  | 735/31–715 | 죽음: 자연사 아시리아의 왕 티글라트-필레세르 3세에게 공물을 바쳤으나 오히려 공격받음. |
| 히즈키야 29년간 재위.                                                                                        | 715–687    | 716–687 | 726–697  | 715–687    | 죽음: 자연사 아시리아의 센나케립과 바빌론의 마르둑-아플라-이디나 2세와 동시대의 인물. |
| 메나쉐 55년간 재위.                                                                                          | 687–642    | 687–643 | 697–642  | 687–642    | 죽음: 자연사 에살핫돈과 동시대의 인물. |
| 아몬 2년간 재위.                                                                                             | 642–640    | 643–641 | 642–640  | 642–640    | 죽음: 신복들에게 죽음을 맞이하나 신복들 또한 나중에 유다 사람들에게 죽음을 당함. |
| 요시야 31년간 재위.                                                                                          | 640–609    | 641–609 | 640–609  | 640–609    | 죽음: 이집트 파라오 네코 2세와 싸우다 화살에 맞음. 예수살렘으로 갔으나 곧 전사함. |
| 예호아하즈 3개월간 재위.                                                                                     | 609        | 609     | 609      | 609        | 죽음: 이집트 파라오 네코 2세가 그를 왕위에서 몰아내고 여호야킴을 새로 왕위에 세움. 이집트로 끌려가 그 곳에서 죽음.                                                                                         |
| 예호야킴 11년간 재위.                                                                                        | 609–598    | 609–598 | 609–598  | 609–598    | 죽음: 자연사 재위 4년이 되던 해 갈그미스 전투가 일어남. |
| 예호야킨 (여고나) 3개월 10일간 재위.                                                                         | 598        | 598     | 598–597  | 598–597    | 죽음: 바빌론의 네부카드네자르 2세에게 끌려가서 바빌론에서 살다 죽음. 예루살렘은 바빌로니아인들에게 포위되었고 기원전 597년 3월 16일 여호야긴은 자리에서 물러남. 예레미야서와 에스더에서는 여고나로 기록됨. |
| 치드키야 11년간 재위.                                                                                        | 597–587    | 597–586 | 597–586  | 597–586    | 죽음: 미상. 바빌론의 네부카드네자르 2세를 상대로 반격하려 하지만 오히려 예루살렘은 포위당함. 실명된 채 감옥에서 남은 삶을 보냄.                                                                            |

## 하슈모나이 국왕
1. 시몬 마카베오
2. 요한 히르카노스
3. 아리스토불로스 1세
4. 알렉산드르 얀나이오스
5. 살로메 알렉산드라
6. 히르카노스 2세
7. 아리스토불로스 2세
8. 안티고노스 2세 마타티아스

## 유대의 왕
- 헤로데 1세 (기원전 37년 ~ 기원전 4년)
- 헤로데 아그리파 1세 (서기 41년 ~ 44년)